# Ачигвара

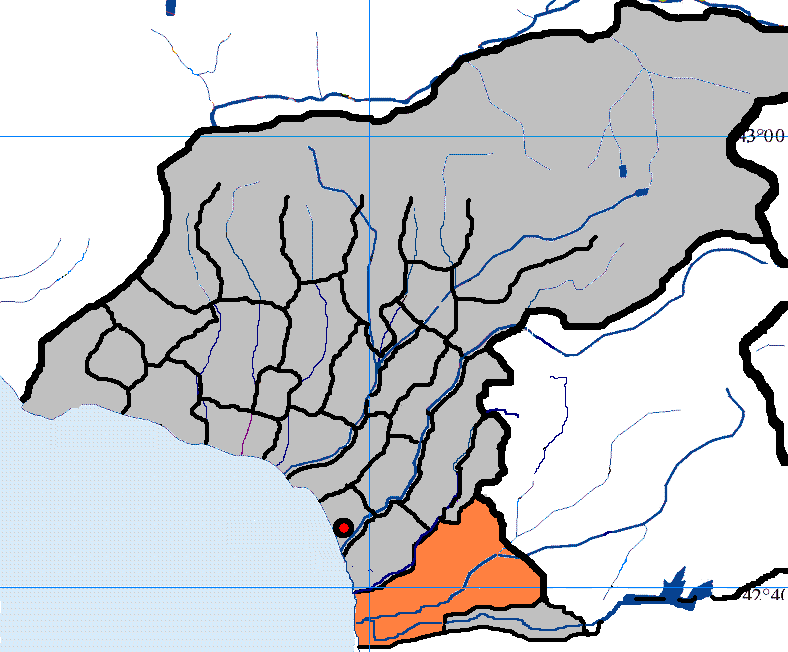
Расположение села Ачгуара

Ачгуара, Атшгуара (абх. Аҽгәара) / Ачигвара (груз. აჩიგვარა) — село в Абхазии, в Очамчырском районе частично признанной Республики Абхазия, согласно административному делению Грузии — в Гальском муниципалитете Абхазской Автономной Республики. Расположено в равнинной полосе к востоку от райцентра Очамчыра на левом берегу реки Охурей. В административном отношении село представляет собой административный центр Ачгуарской сельской администрации (абх. Аҽгәара ақыҭа ахадара), в прошлом Ачигварский сельсовет. До 1994 года село входило в состав Гальского района.

## Границы
На северо-западе село (сельская администрация) Ачгуара граничит — с селом (с/а)Илор, на севере — с сёлами (с/а) Пакуаш (включая бывшую с/а Охурей) и Река; на юго-востоке — с селом (с/а) Шашалат, на востоке — с Ткуарчалским районом; на западе (через бывшую с/а Гудава) выходит на побережье Чёрного моря, на юго-западе (через бывшую с/а Гудава) граничит с Галским районом.

## Население
Население Ачигварского сельсовета по данным переписи 1989 года составляло 4874 человека, по данным переписи 2011 года население сельской администрации Ачгуара составило 1032 человека, в основном грузины (мегрелы), а также абхазы.
| Год переписи | Число жителей                     | Этнический состав                                                                                            |
| ------------ | --------------------------------- | --- |
| 1886         | в составе соседних сельских общин | самурзаканцы                                                                                                 |
| 1926         | 805                               | грузины 82,7 %; абхазы 14,2 %; русские 1,9 %                                                                 |
| 1959         | 4505                              | грузины (нет точных данных)                                                                                  |
| 1989         | 4874                              | грузины (нет точных данных)                                                                                  |
| 2011         | 1032                              | грузины 80,7 %, абхазы 7,2 %, русские 3,8 %, мегрелы 2,4 %, армяне 2,1 %, украинцы 1,3 %, включая с/а Гудава |

В XIX веке Ачгуара не выделялась в отдельную сельскую общину. Первые данные о населении села относятся к 1926 году. Тогда в Ачгуаре проживало довольно значительное число людей, самоидентифицировавшихся как абхазы. Позже ачигварские абхазы полностью переходят на мегрельский язык и огрузиниваются.
В советское время в село пребывает значительное число русских. В сталинский период Ачгуара входит в число немногих сёл Гальского района, ставших местом планового вселения мегрельских крестьян из Западной Грузии.
Во время грузино-абхазской войны Ачгуара, как и остальные сёла Галского района, контролировалась грузинской стороной. После окончания войны большая часть жителей покидает село, но уже в 1994 году многие возвращаются. В настоящее время число жителей села сильно сократилось по сравнению с довоенным периодом.

## Историческое деление
Село Ачгуара исторически подразделяется на 10 посёлков (абх. аҳабла):
- Апсха Идзых (Булишхиндж)
- Апса Дзых
- Ахури Ахабла
- Ахкаара (Нахкаари)
- Аккара
- Гумаракыта (Гумарапита)
- Гудаа Ахабла
- Пырчаган
- Пыцкура
- Тагони